# Escuelas Públicas de Hoboken

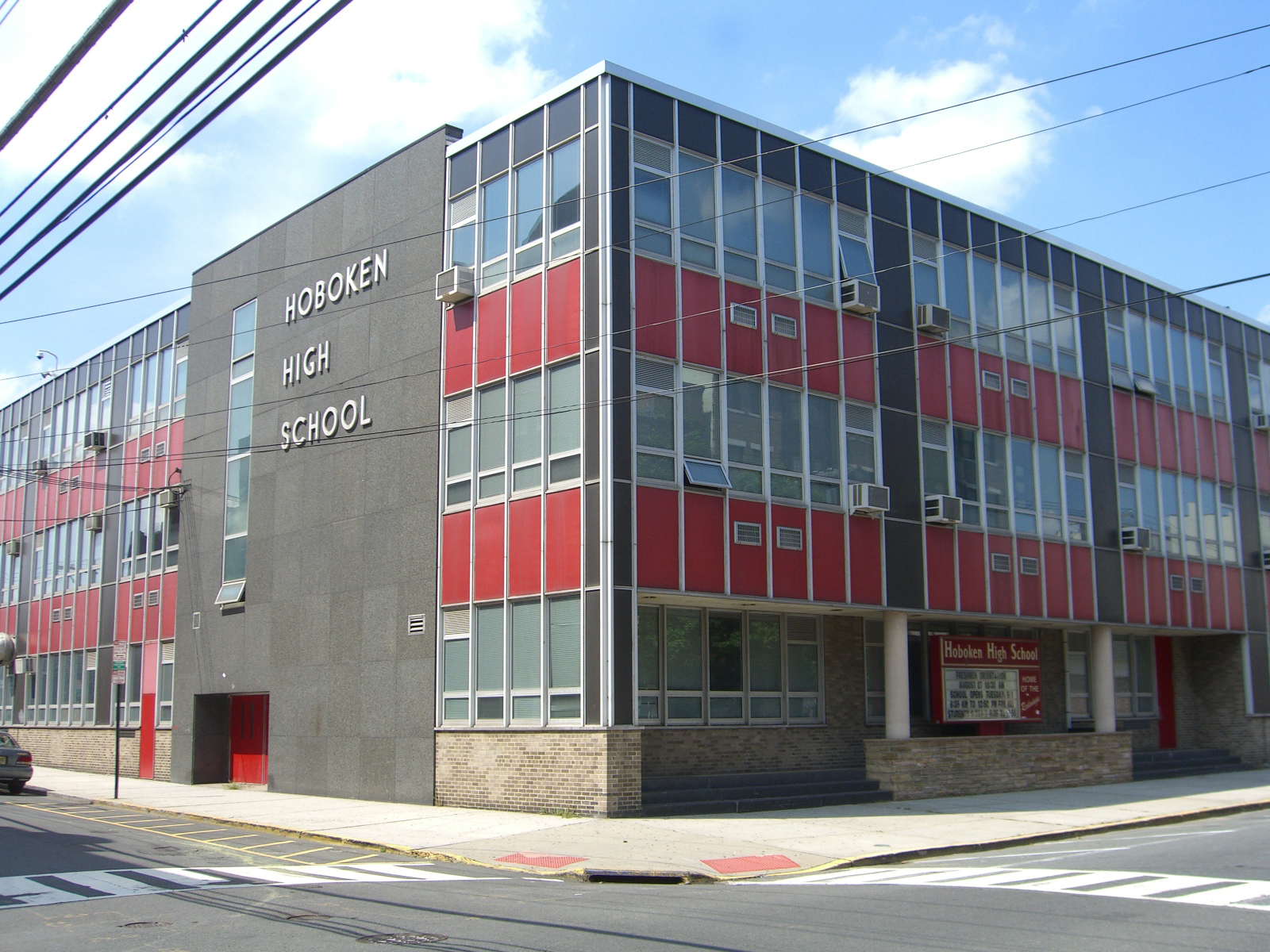
Hoboken High School

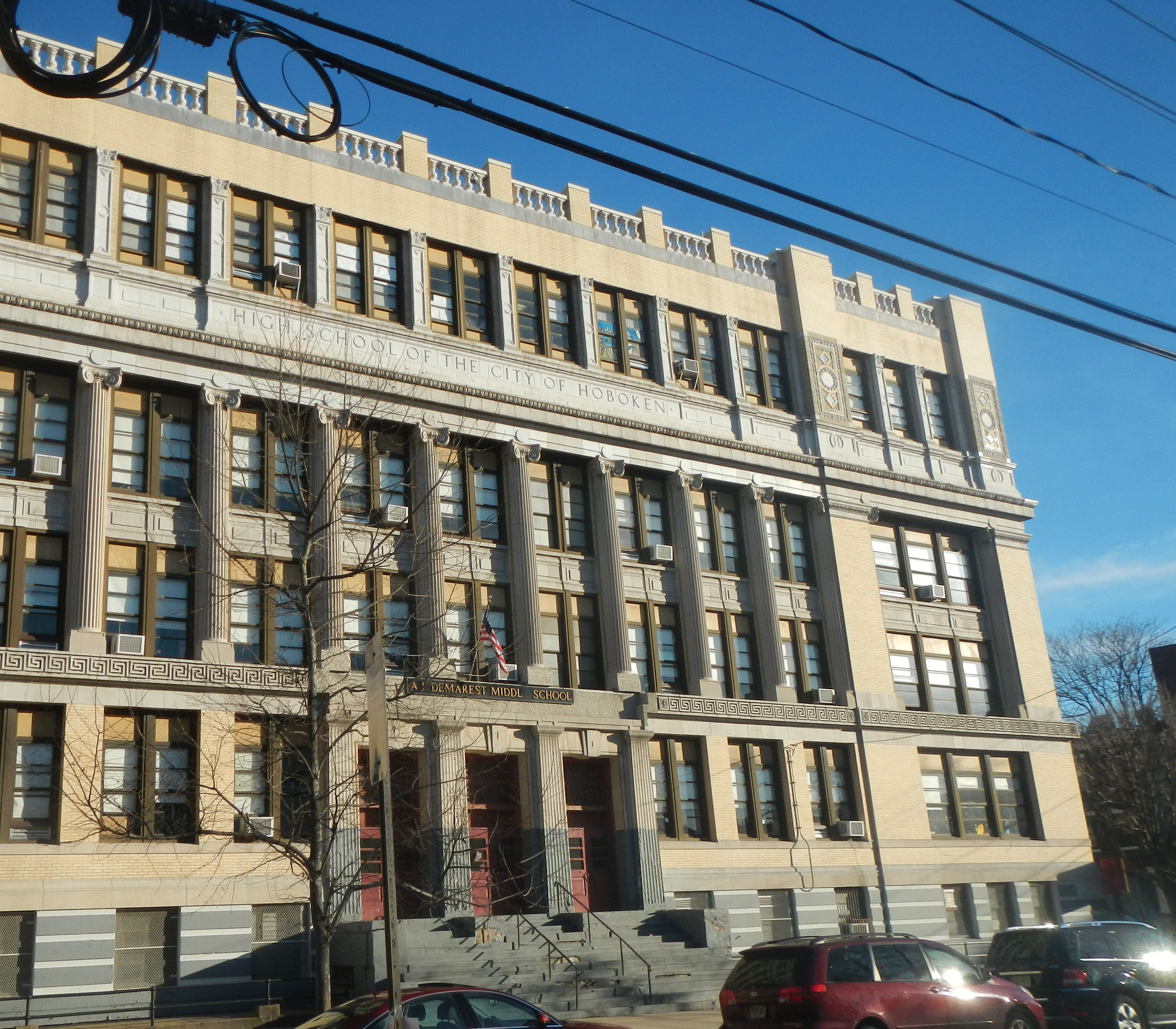
AJ Demarest Middle School

Las Escuelas Públicas de Hoboken (Hoboken Public Schools o Hoboken Board of Education) es un distrito escolar de Nueva Jersey. Tiene su sede en Hoboken. El consejo escolar del distrito tiene un presidente, un vicepresidente, y siete miembros.

## Escuelas
- Hoboken High School
- Joseph F. Brandt Primary School
- Salvatore R. Calabro Elementary School
- Thomas G. Connors Elementary School
- Wallace Elementary School